# Shirley Henderson
Shirley Henderson (født 24. november 1965) er en skotsk skuespillerinde. Hun er måske mest kendt for sin rolle som Hulkende Hulda i Harry Potter og Hemmelighedernes Kammer (2002) og Harry Potter og Flammernes Pokal (2005).

## Opvækst
Henderson blev født i Forres, i grevskabet Morayshire på kanten af det skotske højland, men voksede op i landsbyen Kincardine i Fif.e Som barn begyndte hun at synge i lokale klubber, til velgørenhedsarrangementer, feriekolonier og endda en boksning konkurrence, der havde forenet en efter-skole drama klub. Henderson gik på Fife College i en alder af 16, hvor hun afsluttede et års kursus resulterer i en national Certificate in Theatre Arts. Hun flyttede til London som 17 årig, hvor hun tilbragte tre år på Guildhall School of Music og Drama, hvor hun fik sin afgangseksamen i 1986.

## Karriere
Henderson fik sit første store gennembrud, da Leonard White castede hende som en ledende rolle i børne tv-dramaet Shadow of the Stone på ITV. Efter denne tilbragte hun størstedelen af tyverne ved at koncentrere sig om at udføre en bred vifte af roller på teatret. I begyndelsen af 1990'erne oplevede Shirley at måtte vende tilbage til tv-skærmene, hvor hun dukkede op i tredje række af krigstidens dramaserier Wish Me Luck. Flere år arbejde fulgte, inden hun tilegnede sig den centrale rolle som Isobel i den populære BBC -serie, Hamish Macbeth i 1995.
Henderson flyttede derefter ind i filmbranchen, ved at spille Morag i Rob Roy (1995) og Spud's kæreste Gail i Danny Boyles Trainspotting (1996). Hun fortsatte sit arbejde på teatret, der omfattede mange produktioner på National Theatre i London. I 1999 medvirkede hun i en anmelderrost forestilling af Mike Leigh's ved navnTopsy-Turvy – hvilket også gav mulighed for hende at vise singe sangfærdigheder – og Michael Winterbottom 's Wonderland.
Samt mange forestillinger i små uafhængige film, fik hendes omdømme hende tilbudt roller i big-budget produktioner. Hun spillede Jude i Bridget Jones filmen og fik rollen som Hulkende Hulda i Harry Potter og Hemmelighedernes Kammer (2002) og i Harry Potter og Flammernes Pokal (2005). Hun spillede også fransk prinsesse Sophie-Philippine i Sofia Coppolas Marie Antoinette (2006).
Hendes filmoptrædener har inkluderet roller som Marie Melmotte i den The Way We Live Now (2001); Catherine af Braganza i Charles II: The Power og Passion (2003) og Charlotte i Dirty Filthy Love (2004).
Hun medvirkede også i den irske film Intermission (2003), med skuespillere såsom Colin Farrell, Colm Meaney og Cillian Murphy.

## Fremtidige arbejde
Blandt Hendersons kommende projekter er en optræden i Michael Winterbottom's Seven Days , som er planlagt til udgivelse i 2012 på Channel 4 tv i Storbritannien og i biografer i resten af verden. Den bliver skudt i løbet af fem faktiske år, så aldringsprocessen af figurerne vil være reel. Dette vil være den femte af Winterbottom's film, som Henderson har spillet med i.

## Filmografi
- 1995- Rob Roy
- 1996- Trainspotting
- 1999- Topsy Turvy-
- 2001- Bridget Jones's Diary
- 2002- 24 timers Party People
- 2002- Harry Potter og Hemmelighedernes Kammer
- 2005- Harry Potter og Flammernes Pokal
- 2005- Tristram Shandy
- 2005- Frozen
- 2006- Marie Antoinette
- 2008- Wild Child
- 2018 Gøg og Gokke